# Globulin miễn dịch bệnh than
Globulin miễn dịch bệnh than, tên thương mại là Anthrasil, là một loại globulin miễn dịch ở người được sử dụng kết hợp với kháng sinh để điều trị bệnh than. Nó được phát triển bởi Cangene và được mua vào năm 2011 bởi Cơ quan nghiên cứu và phát triển y sinh (BARDA) thuộc Dự án Bioshield. Vào ngày 24 tháng 3 năm 2015, nó đã được Cục Quản lý Thực phẩm và Dược phẩm Hoa Kỳ chấp thuận cho sử dụng trong điều trị bệnh than qua đường hô hấp kết hợp với kháng sinh.

## Chuẩn bị
Globulin miễn dịch bệnh than được điều chế từ huyết tương của những người hiến tặng đã được tiêm phòng bệnh than.

## Kiểm tra an toàn và hiệu quả
Do những lo ngại về đạo đức và tính khả thi với việc kiểm tra hiệu quả của globulin miễn dịch bệnh than ở người, nó đã được thử nghiệm trên thỏ và khỉ theo quy tắc hiệu quả động vật của FDA. Sau khi kiểm tra hiệu quả, globulin miễn dịch bệnh than đã được kiểm tra về sự an toàn ở người tình nguyện, trong đó các tác dụng phụ phổ biến nhất là đau đầu, đau lưng, buồn nôn và đau và sưng tại chỗ tiêm truyền.